# Michael Madsen (calciatore)
Michael Kirkevang Madsen (Frederiksberg, 24 gennaio 1974) è un allenatore di calcio ed ex calciatore danese, di ruolo centrocampista, allenatore dello Skovshoved.

## Caratteristiche tecniche
Abituato a giocare sulla fascia sinistra, forte fisicamente e veloce in corsa.

## Carriera

### Giocatore
Madsen iniziò la sua carriera professionistica nel BK Avarta, in Prima Divisione danese. Nel giugno 1996 passò all'Akademisk Boldklub, allenato da Christian Andersen da poco promosso in Superligaen; alla fine della stagione 1997-1998 l'AB arrivò quinto in Superliga, supportato dalla coppia di centrocampo formata da Madsen e Peter Knudsen.
Nel giugno 1998 Madsen e Knudsen furono acquistati dal Bari; mentre il secondo ritornò all'AB a fine campionato, il primo restò per tre stagioni nella squadra pugliese.
Nel giugno 2001 si trasferì al Wolfsburg a parametro zero. Nelle settimane iniziali della Bundesliga subì un infortunio e cercò senza successo di rientrare tra i titolari. Dopo 3 partite giocate, nel settembre 2002 rientrò in Danimarca per giocare nel Farum BK, dove ritrovò di nuovo Christian Andersen come allenatore. Al termine della stagione non prolungò il suo contratto.
Dopo un mese di assenza dai campi, nell'agosto 2003 ricominciò a giocare nell'HIK, in Seconda Divisione danese, aiutando il club ad essere promosso in Prima Divisione. Nel novembre 2005 passò al Lyngby BK. Terminò la sua carriera nel febbraio 2007.

### Allenatore
Divenuto allenatore, inizialmente venne accreditato come guida del Birkerød Sports College, ma alla fine decise di allenare l'Hellerup IK. Nel maggio 2008 è passato alla guida del BK Fremad Amager, al posto dell'esonerato Jakob Friis-Hansen; a fine stagione è stato nominato tecnico del FC Amager, una nuova squadra calcistica nata dalla fusione di vari club, tra cui il Fremad Amager.